# (9939) 1988 VK
(9939) 1988 VK (1988 VK, 1991 PH1) — астероїд головного поясу, відкритий 3 листопада 1988 року.
Тіссеранів параметр щодо Юпітера — 3,647.